# Anas rubripes
Anas rubripes là một loài chim trong họ Vịt.
Vịt đen Mỹ có cân nặng 720–1,640 g (1.6–3.6 lb), chiều dài 48–63 cm (19–25 in) và chiều dài ngang cánh là 88–96 cm (35–38 in).